# Polyphaga indica
Polyphaga indica är en kackerlacksart som beskrevs av Walker, F. 1868. Polyphaga indica ingår i släktet Polyphaga och familjen Polyphagidae.

## Underarter
Arten delas in i följande underarter:
- P. i. indica
- P. i. vitripennis